# Sjallema
Sjallema (vroeger ook vermeld als: Siallemastede, Sjalemastede en Siallemaheerd) is een monumentale boerderij in het Groningse dorp Opende. Sjallema was van oorsprong een versterkte heerd met een steenhuis. De heerd werd afgebroken in het begin van de 19e eeuw en later herbouwd. Toen deze boerderij afbrandde in 1887 werd Sjallema opnieuw herbouwd. De huidige boerderij bouwde men ditmaal aan de andere kant van de weg. 

## Geschiedenis
Er is voor het eerst sprake van de heerd Sjallema in 1619, destijds eigendom van Everhard van Asschendorp. In de 17e eeuw was de heerd met steenhuis eigendom van de familie Clant en door een huwelijk verviel deze aan Petrus Geertsema. Deze tak van de familie Geertsema voerde sedertdien ook het achtervoegsel ‘van Sjallema’. Hoewel Sjallema wel als borg vermeld werd, zal de heerd niet echt deze status gehad hebben. In zijn Aardrijkskundig Woordenboek der Nederlanden schrijft Van der Aa dat het huis reeds afgebroken is. Sjallema werd gekocht door Wiebe Berents Dijk en zijn vrouw Jetske Akkerman uit Marum. Jetske Akkerman was een kleindochter van Hendrik Tjibbes Idsingh, de eerste burgemeester van Marum. Op 18 augustus 1887 brandde de boerderij tot de grond toe af. Alleen de stookhut en de schaapskooi bleven behouden. In hetzelfde jaar werd begonnen met de herbouw van Sjallema aan de overkant van de Provincialeweg.  

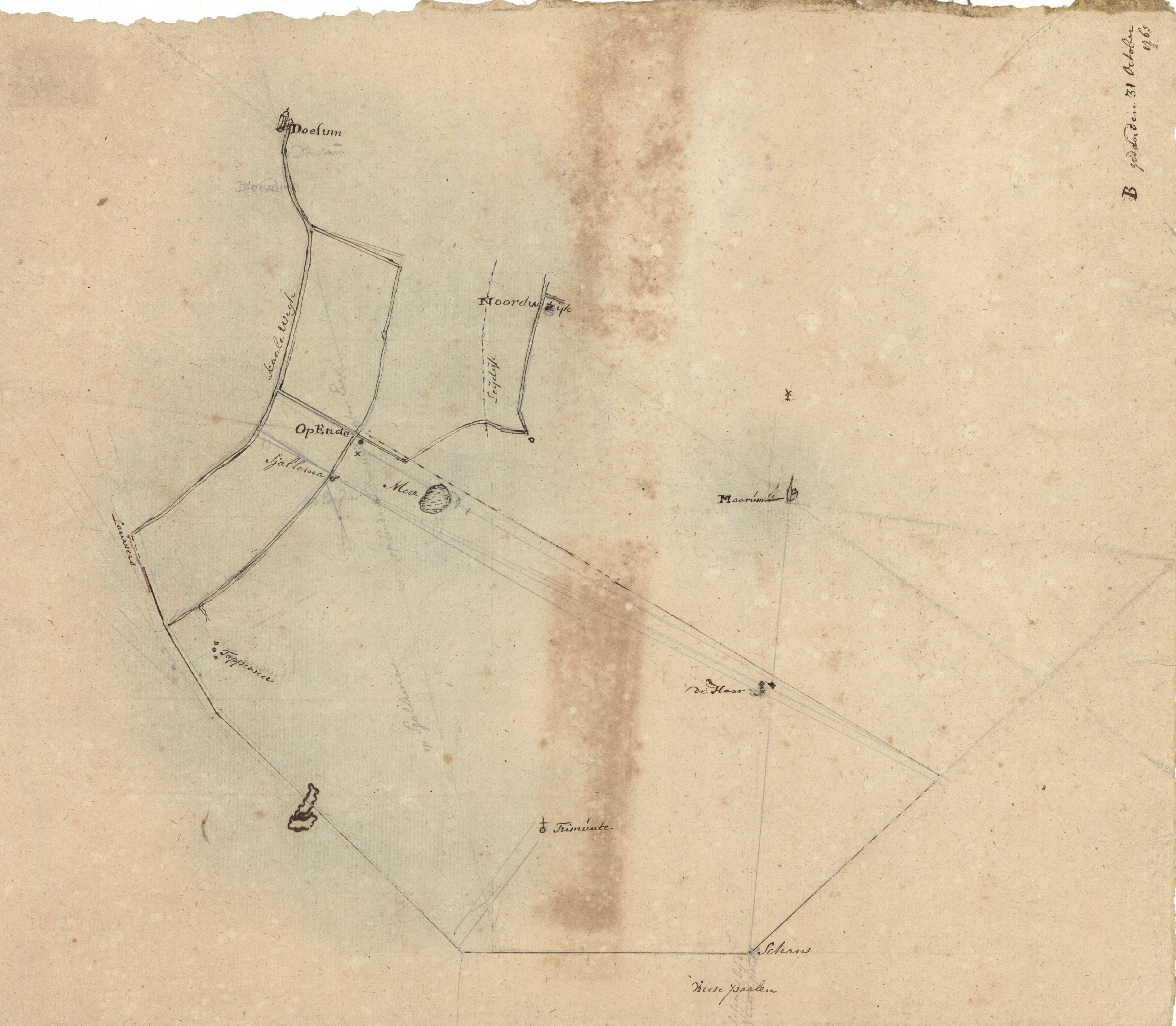
Schetskaart omgeving Opende uit 1765 met de strekking van de gebieden van Sjallema

## Ligging
Sjallema bevond en bevindt zich aan de Provincialeweg. De landerijen van Sjallema strekten van de Lauwers bij de Peebos in het noorden tot de Leidijk in het zuiden, een lengte van meer dan 5 kilometer. Tot de heerd behoorde eertijds 115 hectare. Dit was dusdanig veel dat een deel in de buurt van de Leidijk nooit ontgonnen is. De heidegronden werden begraasd door een kudde van soms wel 400 schapen. In 1987 schonken de erfgenamen  van Jilt Dijk 25 hectare heidegrond aan Staatsbosbeheer. Dit betrof het laatste stuk heide en ook het laatste stuk onontgonnen hoogveen van het Westerkwartier. In 1993 volgde nog een schenking van 13 hectare, dit moest eveneens veranderd worden in heidegrond. Het zo ontstane gebied Jilt Dijksheide draagt nog steeds de naam van de oud-eigenaar en vervener. De velden worden tegenwoordig begraasd door Schotse hooglanders en landgeiten.

## Huidige situatie
De huidige Sjallemaheerd (ook wel Gjaltema State) uit 1887 is sinds 1999 een rijksmonument. Ook de stookhut van rond 1900 heeft een beschermde status. De schuren van de boerderij worden tegenwoordig gebruikt voor textielhandel. 